# کسی برساووش
کسی برساووش یک ستاره است که در صورت فلکی برساوش قرار دارد.